# Sebeskákova
Sebeskákova románul: Dumbrava falu Romániában, Erdélyben, Fehér megyében.

## Fekvése
Szászsebestől délre fekvő település.

## Története
Sebeskákova, Kákova nevét 1451-ben említette először oklevél, melyben Egeresi Imre gyulafehérvári kanonok és dékán a 
káptalan nevében tiltakozott amiatt, hogy Hunyadi János kormányzó elfoglalta Kakondorfh birtokot is.
További névváltozatai: 1839-1900 között Kákova; 1920-1956 között Cacoviţa; 1839-ben Krebsdorf; 1863-ban és 1873-ban Krebsbach; 1880-ban Kakovicza, 1910-ben Sebeskákova.
A 19. században Szászsebesszékhez, és 1876-tól a Szászsebesi járáshoz tartozott, egyike volt azoknak a helységeknek, melyek gyűléseiket Szászsebesben tartották. Ezek: Alsó-Pián, Dál, Felső-Pián, Kákovicza, Kápolna, Kélnek, Lámkerék, Láz, Lomány, Péterfalva, Rehó, Rekita, Sebeshely, Strugár, Sugág, Szász-Csór.
A trianoni békeszerződés előtt Szeben vármegye Szászsebesi járásához tartozott. 1910-ben 337 lakosából 331 román volt.